# '80 MBC 서울국제가요제
《'80 MBC 서울국제가요제》는 1980년 문화방송(MBC)과 경향신문이 대한민국의 서울에서 공동 주최한 가요제다. 입상곡들은 지구레코드를 통해 실황녹음 음반으로서 발매되었다.

## 개요
- 개최일시 : 1980년 5월 24일
- 개최장소 : 세종문화회관 대강당
- MC : 차인태, 정민경

## 음반 트랙 목록
다음 곡 목록은 LP 기준이다. (15개국 17개팀 참가)
Disk one / Side one
1. "Everytime You Go (영국 · Marilyn Miller)" (작사/작곡 Les Reed)  - 대상 수상
2. "Magic Madness (브라질 · Vanusa)" (미상 작사 / 미상 작곡)  - 동상 수상
3. "Dancing Mask (탈) (한국 · 들고양이들)"  (이철혁 작사 / 이철혁 작곡)
4. "I Will Never Love Again (일본곡명 積木の箱) (일본 · Noriko MIYAMOTO 宮本典子)" (梅垣達志 작사 / 梅垣達志 작곡)

Disk one / Side two
1. "Good Old Days (후회) (한국 · 혜은이)" (길옥윤 작사 / 길옥윤 작곡)  - 은상 수상
2. "From the Bottom of My Heart (유고슬라비아 · Krunoslav Slabinac)" (미상 작사 / 미상 작곡)- 동상 수상
3. "Heart Beat (아르헨티나 · Donald McCluskey)" (미상 작사 / 미상 작곡)
4. "I Am Not Alone (노르웨이 · Alex)" (미상 작사 / 미상 작곡)
5. "Let's Shaking Hands, My Friend (스위스 · Biggi Bachmann)" (미상 작사 / 미상 작곡)

Disk two / Side one
1. "Growing Up to Goodbyes (미국 · Beverly Bremers)" (미상] 작사 / 미상 작곡)- 금상 수상
2. "One World, One Song (필리핀 · Leah Navarro)" (미상] 작사 / 미상 작곡)- 동상 수상
3. "Asian Paradise (뉴질랜드 · Sharon O'Neill)" (미상 작사 / 미상 작곡)
4. "Please Do Not Look Away from Me (대만 · WU Hsiu-Chu)" (미상 작사 / 미상 작곡)

Disk two / Side two
1. "Don Jose (스페인 · Betty Missiego)" (미상 작사 / 미상 작곡)- 은상 수상
2. "Love Is Harmony (사랑의 하모니) (한국 · 진미령)" (장세용 작사 / 장세용 작곡)
3. "Disco to the Number One (나이지리아 · Emmanuel Dorgu)" (미상 작사 / 미상 작곡)
4. "C'est la Vie (홍콩 · Amy CHAN)" (미상 작사 / 미상 작곡)

## 대한민국 예선 참가 가수 명단
국제가요제로 확대 편성된 1978년부터 1981년까지는 대회 참가를 원하는 가수들이 많아서 본 행사 이전에 본선에 출전할 대표를 선발하기 위한 예선전 성격의 《서울 국제가요제. 국내대회》를 개최하였다. 1980년의 참가자는 다음과 같다.
- 1980년 4월 26일 문화체육관 개최

1. 바니걸스 - 그리운 마음은 언제나 (김기웅 작곡)
2. 혜은이 - 후회 (길옥윤 작곡) - 본선 진출
3. 김수나 - 흰새 (김준 작곡)
4. 들고양이들 - 탈 (이철혁 작곡) - 본선 진출
5. 진미령 - 사랑의 하모니 (장세용&프랑코 로마노 작곡) - 본선 진출
6. 노사연 - 별리 (권오승 작곡)
7. 김태화 - 바보처럼 살았군요 (김도향 작곡) - 태평양가요제 파견
8. 홍삼트리오 - 낚시를 드리우고 (엄기돈 작곡)
9. 이광조 - 행복 (김수철 작곡)
10. 최병걸 - 사랑은 떠나도 (장덕 작곡)
11. 윤세원 - 사랑은 무지개처럼 (함민우 작곡)
12. 오정선 - 나 그토록 못잊는것은 (백순진 작곡)
13. 박광수 - 탈 (김희갑 작곡)

## 같이 보기
- MBC 서울국제가요제